# Ramón de Valenzuela
Ramón de Valenzuela Otero (Silleda, Pontevedra, 3 de octubre de 1914 - Sangenjo, Pontevedra, 27 de octubre de 1980) fue un político y escritor español en lengua gallega, representante de la narrativa gallega en el exilio tras la guerra civil española. Valenzuela es autor de dos novelas: Non agardei por ninguén (1957) y Era tempo de apandar (1980).

## Biografía
Nació en el Pazo da Viña, en Manduas, Silleda, hijo de Dolores Otero y del médico José Valenzuela Ulloa. Estudió el bachillerato en Santiago de Compostela y, en el curso 1931-32, se matriculó en Derecho. Al año siguiente lo hizo en Filosofía y Letras. En 1933 ingresó en la Escuela Normal de Pontevedra. Terminados los tres cursos de Magisterio, lo destinan a Vigo como maestro, profesión que no llegó a ejercer por el comienzo de la guerra.
Desarrolla por esos años una intensa actividad en Bandeira: en 1930, crea, en una casa del padre, una escuela para adultos en la que imparte clases en gallego; en el verano de 1933 forma con otros jóvenes un cuadro teatral que llegó a representar algunas obras. Organiza Ultreya, un grupo de las juventudes galleguistas.
De 1933 son también sus primeros escritos: una serie de Cartas a Alfonso d’Outeiro, firmadas como Ramón da Viña aparecidas en el periódico lalinense Razón, dirigido por el agrarista Jesús Iglesias Surribas. En Razón aparece su primer cuento: O billete de ida e volta.
En los años 1934 y 1935, con el pseudónimo de Pepe dos Cestos, narraba cuentos populares en Radio Pontevedra, en teatros y en alguna feria de Bandeira. Como tal actuó en el Casino de Lalín en noviembre de 1934, acompañando al coro Airiños da Ulla. Abandonaría esta actividad por considerar que no contribuía a formar una conciencia gallega y podía dar una visión ridícula del labriego. El 15 de agosto de 1933 participó en la Pelingrinaxe ao Candán (una fiesta de exaltación gallega en homenaje al 25 aniversario de la Sociedad Hijos de Silleda) junto a Ramón Otero Pedrayo, Vicente Risco, Ramón Suárez Picallo, Eduardo Blanco Amor y Antón Alonso Ríos.

### Actividad política en la II República
En 1935, se incorpora a las Mocedades Galeguistas. En ese mismo año, la IV Asamblea del Partido Galeguista, celebrada en Santiago, lo eligió consejero en representación de la zona Lalín-A Estrada. Valenzuela emprendió su actividad política para reorganizar el partido: visita a los grupos ya constituidos y promueve una campaña de propaganda para crear nuevos. Su proyecto de reorganización aparece en A Nosa Terra y consistía en una estructura basada en células parroquiales de cinco miembros, que enviarían un representante a la Asamblea Comarcal.
Interviene en los mítines del Partido Galeguista de la zona: en el de Lalín, el 1 de septiembre de 1935, junto con Castelao (la primera aparición de este, después del exilio en Badajoz); en el de La Estrada, en enero de 1936, con Víctor Casas y Castelao. Participa activamente en la Campaña del Estatuto. Colabora también con el Seminario de Estudios Galegos en la Sección de Etnografía y Folclore.

### Guerra y prisión
En agosto de 1936, lo detienen en Bandeira y lo encierran en la prisión de Silleda. Conducido a la de Santiago de Compostela, logra salir por los buenos oficios de un familiar. Con todo y ante la inseguridad de andar huido, ingresa como voluntario en el ejército franquista, con la intención de cambiar de bando. Destinado a Cáceres, el 8 de diciembre de 1937, pasa al bando republicano, incorporándose al cuartel general de la división que manda Enrique Líster.
En Barcelona colabora con los gallegos de la zona republicana, uniéndose a la Solidariedade Galega Antifascista, de la que será Secretario de Información y Prensa. Desempeña varios cargos en el Partido Galeguista: secretario general y secretario de organización. Escribe en el periódico Nueva Galicia.
En 1939 pasa a Francia con los restos del ejército republicano. Internado en el campo de concentración de Argelès, recibe ayuda de la Sociedad Pro Escuelas en Bandeira de Buenos Aires. Ya en libertad, colabora con el 2º Boureau del ejército francés como oficial republicano. Allí conoce a la que habría de ser su mujer, María Victoria Villaverde, conocida como Mariví e hija del diputado Elpidio Villaverde. Con el estallido de la Segunda Guerra Mundial, la familia Villaverde marcha para Argentina, pero Valenzuela permanece en Francia, para continuar la lucha contra el fascismo y el nazismo. Con la ocupación alemana, la Gestapo lo detiene y lo entrega a la policía política española. Lo juzgan en Ávila y lo condenan a 20 años y un día, que empieza a cumplir en la misma prisión de Ávila. En 1944, sale de la cárcel en libertad vigilada e inhabilitado para la docencia. Se instala en Villagarcía de Arosa, donde trabaja como agente comercial y dirige una explotación de arcilla.
Se casa con María Victoria en enero de 1945. Ese año retoma los estudios universitarios y en 1947 se licencia en Filosofía y Letras, sección de Historia. En 1949, después de conseguir el indulto que lo libera del régimen de prisión atenuada, se marcha a Buenos Aires con su familia.

### Exilio en Argentina

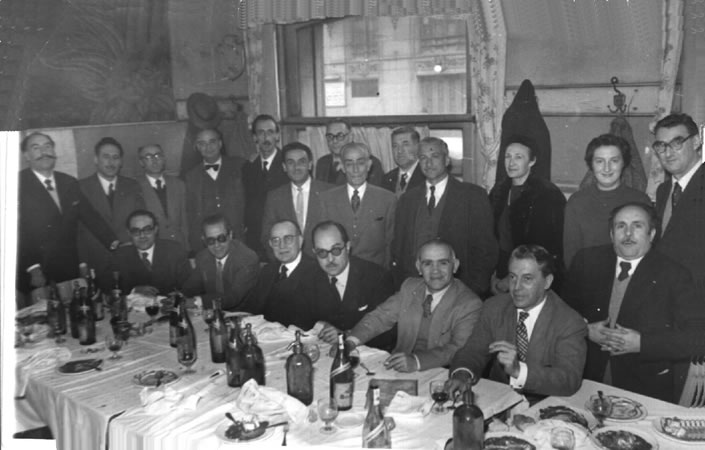
Reunión de los participantes en el 1^{er} Congreso de la Emigración Gallega. Sentados de izquierda a derecha: Alberto Vilanova Rodríguez, Xerardo Álvarez Gallego, Vicente Gómez Paratcha, Alfonso Díaz Trigo, Xavier Bóveda, Rafael Dieste e Laxeiro. De pié: Francisco Comesaña Rendo, Ramón de Valenzuela, Lois Tobío Fernández, Eduardo Blanco Amor, Xosé Velo, Roxelio Rodríguez de Bretaña, Luís Seoane, Marcial Fernández Vázquez, Xosé Núñez Búa, Emilio González López, María del Carmen Soler, Mariví Villaverde y Antonio Baltar. Buenos Aires. 1956.

En Buenos Aires trabaja en actividades comerciales y se entrega a la labor política y cultural. Colabora como secretario de Castelao y participa con él en la Irmandade Galega. Pronuncia múltiples conferencias en instituciones gallegas de Argentina y Uruguay. Colabora en La Gaceta Literaria (suplemento dominical de La Gaceta de Tucumán) y en Galicia Emigrante, la revista de Luís Seoane. También en la audición de igual nombre en Radio Libertad. Es miembro de la Agrupación Galega de Universitarios, Escritores e Artistas (AGUEA) en la que imparte clases de geografía gallega.
Su primera novela Non agardei por ninguén se publica en 1957, en Buenos Aires. En ella relata los acontecemientos de 1936 hasta su paso a la zona republicana.
Dirige el Ateneo Curros Enríquez, de la Federación de Sociedades Gallegas, en un último esfuerzo por conseguir una escuela de teatro estable que continúe las directrices del Teatro Popular Galego de Eduardo Blanco Amor. Además de participar como actor, traduce al gallego La camisa de Lauro Olmo y La boda del latonero de John M. Synge. Su única pieza teatral As bágoas do demo se estrena en 1964, dirigida por Blanco Amor.
En 1962 ingresa en el PCE, sin abandonar el ideal galleguista.

### Regreso a España
Retorna en 1966 para instalarse en Madrid, donde trabaja como maestro en el Colegio Cisneros y enseña Geografía e Historia de Galicia en el Círculo de Estudios Gallegos que funciona en el Club de Amigos de la UNESCO.
En 1974 aparece el libro de relatos O Naranxo editado por el Grupo Brais Pinto. Pronuncia numerosas conferencias sobre temas gallegos. La dictada en 1976 en la Facultade de Económicas de Compostela, enciende un vivo debate y desata una fuerte polémica en la prensa. Luego sería publicada como Historia do Galeguismo Político.
Se presenta como candidato por el PCE en las elecciones generales de 1979. En 1980 se publica Era tempo de apandar, que narra sus vicisitudes después de la guerra civil. Ese año se le descubre un cáncer de pulmón que le llevaría a la muerte el 27 de octubre en Adigna, Sangenjo.

## Obra
- Non agardei por ninguén (1957)
- As bágoas do demo (1964)
- O Naranxo (1974)
- Historia do Galeguismo Político (1976)
- Era tempo de apandar (1980)

## Fuente
- Esta obra contiene una traducción  derivada de «Ramón de Valenzuela» de Wikipedia en gallego, concretamente de esta versión, publicada por sus editores bajo la Licencia de documentación libre de GNU y la Licencia Creative Commons Atribución-CompartirIgual 4.0 Internacional.